# Der verheißene Tag ist gekommen
Der verheißene Tag ist gekommen ist der Titel einer fast 170 Seiten umfassenden deutschen Übersetzung eines englischsprachigen Briefes von Shoghi Effendi vom 28. März 1941 an die Bahai im Westen („The Promised day is Come“).

## Inhalt
In diesem Werk interpretiert Shoghi Effendi heilsgeschichtlich aus Bahaisicht die umwälzenden Geschehnisse, die sich in Europa und Asien seit der Mitte des 19. Jahrhunderts ereigneten. Die Ursache für die umwälzenden Geschehnisse sieht Shoghi Effendi darin, dass die Herrscher und Geistlichen den Sendschreiben Bahāʾullāhs keine Aufmerksamkeit schenkten. Um diese Interpretation zu belegen, übersetzte und zitierte Shoghi Effendi Textstellen aus den Schriften Bahāʾullāhs wie aus dem Kitab-i-Aqdas, dem Buch der Gewissheit, den Verborgenen Worten und aus allen Sendschreiben, die später in Anspruch und Verkündigung veröffentlicht wurden. In diesen Textstellen wurde den Herrschern und den Geistlichen der göttliche Plan enthüllt, der dazu bestimmt ist, die Menschheit auf eine höhere Stufe ihrer Entwicklung zu heben und eine neue geistig gesündere Welt zu schaffen. Außerdem wurden sie darin aufgerufen und ermahnt diesen Plan umzusetzen und davor gewarnt ihn nicht zu beachten. Zusätzlich kommentiert Shoghi Effendi von ihm übersetzte Textstellen aus dem Qayyūm al-Asmā, den Sieben Beweisen, dem Bayan und dem Sendschreiben  des Bab an Mohammed Schah.

### Herrscher
Bahāʾullāh hat die Herrscher seiner Zeit in ihrer Gesamtheit und einige individuell angesprochen. Zu den individuell angesprochenen Herrschern gehörten beispielsweise Kaiser Napoleon III. des Zweiten Kaiserreiches der Franzosen, Königin Victoria des Vereinigten Königreiches von Großbritannien und Irland, Zar Alexander II. des Russischen Reiches, König Wilhelm I. des Königreiches Preußen, Kaiser Franz Joseph I. von Österreich-Ungarn, Sultan Abdülaziz des Osmanischen Reiches und Schah Nāser ad-Dīn von Persien. Shoghi Effendi charakterisierte diese Herrscher und beschrieb ihr Schicksal, als sie den Sendschreiben keine Aufmerksamkeit schenkten. Außerdem erklärte er die göttliche Vergeltung am Hause der Kadscharen, den Niedergang des Hauses Romanow-Holstein-Gottorp, den Aufstieg des Bolschewismus und das Schicksal der Habsburger.

### Geistliche
Shoghi Effendi zitiert Sendschreiben, in denen sich Bahāʾullāh an die christlichen und die muslimischen Geistlichen wendet. Außerdem zitiert Shoghi Effendi Sendschreiben, in denen Bahāʾullāh sich an die Juden und die Geistlichkeit des Zoroastrismus wendet. Papst Pius IX. vom Kirchenstaat wurde von Bahāʾullāh individuell angesprochen. Shoghi Effendi charakterisiert diesen Papst und beschrieb sein Schicksal, als er das Sendschreiben nicht beachtete. Shoghi Effendi beschreibt den Zusammenbruch des Kalifates und interpretiert diesen als auch zahlreiche andere Ereignisse als Verfallserscheinungen der einzelnen Religionen.

## Ausgaben
- Shoghi Effendi: Der Verheißene Tag ist gekommen. Bahá’í-Verlag, Frankfurt am Main 1967 (Online).
- Shoghi Effendi: The Promised day is Come. Bahá’í Publishing Trust, Wilmette, Illinois, USA 1943 (Online).